# QuickDraw GX
QuickDraw GX war als Ablösung für die QuickDraw (QD) 2D-Grafik-Engine und den Printing Manager des klassischen Mac OS vorgesehen.

## Beschreibung
Obwohl GX auf denselben grundlegenden Geometrien und Metriken wie die originale QuickDraw-Engine basierte, wurde die zugrundeliegende Plattform als auflösungsunabhängiges, objektorientiertes und gepuffertes System neu spezifiziert und implementiert, welches das Ausführen üblicher Aufgaben für Programmierer sehr vereinfachte. Zusätzlich dazu wurden GX diverse Befehle zum Darstellen von Bezier-Kurven (welche QuickDraw fehlten) hinzugefügt sowie TrueType als grundlegendes Fontsystem eingeführt.
Obwohl GX zweifellos viele der Probleme von QuickDraw löste, hatten die meisten Anwender von QuickDraw zum Zeitpunkt des Erscheinens von GX ihre eigenen, proprietären Lösungen dafür entwickelt. GX krankte außerdem an einer Anzahl von Inkompatibilitäten im Zusammenspiel mit existierenden Programmen, insbesondere mit solchen, welche ihre eigenen Erweiterungen zum Umgehen der Unzulänglichkeiten von QuickDraw mitbrachten. Dies, sowie der Widerstand einiger namhafter Anwendungsanbieter, insbesondere des PostScript-Entwicklers Adobe, als auch die mangelhafte Vermittlung der Vorteile und Gründe für GX seitens Apple hatten zur Folge, dass diese Technik ein Schattendasein führte. Nachdem GX infolge des Aufkaufs von NeXT eingestampft wurde und Quartz die Rolle der bevorzugten Grafik-Engine übernahm, finden sich dennoch viele der Features von GX in abgewandelter Form in der heutigen Grafikschicht von macOS wieder.